# Оливер, Исаак
Исаак Оливер или Исаак Оливье (англ. Isaac Oliver, в других вариантах Isaac Olivier и Isaac Ollivier, около 1556 или 1565, Руан, Франция — 2 октября 1617, Лондон, Англия) — английский художник-миниатюрист французского происхождения.

## Биография
Родился в Руане около 1556 или около 1565 года в гугенотской семье. Переехал в Лондон в 1568 году из-за усиления гонений на гугенотов и бедствий религиозных войн во Франции вместе с родителями Пьером и Епифанией Оливье. Возможно, непосредственным поводом стали осада и взятие Руана католической армией под командованием герцога Франсуа де Гиза в 1562 году. Учился миниатюрной живописи в мастерской Николаса Хиллиарда. Уже в 1590 году начал работать самостоятельно. Он посетил Венецию в 1596 году, где копировал в миниатюре произведения художников итальянского Возрождения. Его первая жена, Элизабет, умерла в 1599 году (их сын, Питер Оливер, также был выдающимся миниатюристом). 9 февраля 1602 году в голландской церкви Лондона он женился на Саре, дочери известного художника-портретиста Маркуса Герертса Старшего (около 1520—около 1590). Считается, что этот брак позволил ему войти в круг художников, работавших по заказам английской аристократии.
Хотя художник принял английское подданство в 1606 году, он всегда считал себя французом и его знание письменного английского языка было слабым. Современники единодушно считали его англичанином, но свою подпись он ставил во французской форме «Isaac Olivier» и «Isaac Ollivier», единственное исключение — подпись под завещанием, где оно стоит в английской форме «Isaac Oliver».
После смерти королевы Елизаветы I, придворным художником которой был Хиллиард (в то время — главный конкурент Оливера), он стал придворным художником Анны Датской, супруги Якова I, а затем Генриха Фредерика Стюарта, с 1610 года принца Уэльского (старшего сына и наследника короля Якова I). По мнению некоторых искусствоведов Оливеру принадлежит ряд больших портретов придворных в натуральную величину, приписывавшихся художнику Уильяму Ларкину (1594—1647).
Исаак Оливер умер в 1617 году, за два года до Хилларда. Его младший сын к моменту смерти художника был несовершеннолетним. По его завещанию от 4 июня (30 октября 1617 оно было открыто) Оливер назначил свою жену Элизабет душеприказчицей, но своё художественное наследие, а также коллекцию произведений искусства, он завещал старшему сыну Питеру Оливеру (около 1594—1647), «если он будет жив и станет практиковаться в искусствах или науках». Сохранились многочисленные работы художника, часть из них находится в Виндзорском замке. Некоторые из его рисунков пером находятся в Британском музее. Художник был похоронен на кладбище церкви Святой Анны (Блэкфрайарс), где был установлен памятник на его могиле с бюстом и эпитафией; вместе с церковью захоронение и памятник были утрачены в дни Великого пожара 1666 года.

## Особенности творчества и его судьба
В целом творчество художника проходило в рамках барокко, господствовавшего в Англии в его время. Тем не менее, для творчества Исаака Оливера характерен реалистический стиль, в котором прослеживается влияние итальянского и фламандского искусства. Его работы похожи на портреты Хиллиарда, что часто становится проблемой при атрибуции миниатюр. Изображение персонажа часто занимает лишь небольшую часть миниатюры, большое внимание уделяется деталям костюма, доспехов, ювелирных изделий и других аксессуаров, что преследует декоративную цель. Художник редко использовал символику и аллегории, характерные для живописи елизаветинской эпохи, что придаёт двусмысленность и загадочность некоторым его портретам.
Искусствоведы считают, что пейзажи на работах Оливера часто заимствованы из сборника гравюр фонов и архитектурных шаблонов Artis Perspectivae (Hans Vredeman de Vries, 1568), эта книга, предположительно, находилась в собрании Маркуса Герертса Старшего, на дочери которого был женат художник и который сам пользовался ими в своём творчестве). Пейзажи на некоторых портретах напоминают пейзажи Руана, хотя художник после переезда в Англию там уже не бывал.
Оливеру также принадлежали большие картины маслом на религиозный сюжет. В документах упоминаются полотна: «Святой Иоанн Креститель», «Святое семейство» и «Положение во гроб» (эта картина была начата в 1610 году, но осталась незаконченной к моменту смерти художника). До нашего времени первые две картины не дошли. Изображений античных сюжетов в творчестве художника немного, одной из редких подобных работ является миниатюра с изображением Дианы в собрании Лувра.
Работы Оливера высоко ценились в XIX веке, они в значительном количестве присутствовали на выставках в Южном Кенсингтоне в 1862 и 1865 году, в Burlington House 1879 года, в Burlington Fine Arts Club в 1889 году, на других выставках. Среди его работ портреты короля Якова I, членов его семьи, придворных. Среди наиболее известных работ, приписываемых Оливеру: портрет в полный рост сэра Филипа Сидни; портрет Генриха, принца Уэльского в золоченых доспехах. Оливер, как правило, подписывал свои работы инициалами в виде монограммы. Неизвестны миниатюры, подписанные этой монограммой и изображающие королеву Елизавету I, хотя некоторые из них близки по стилю работам Оливера и обычно приписываются ему.

## Интересные факты
На обороте знаменитой картины «Бен Джонсон и Уильям Шекспир», изображающей партию в шахматы между английскими драматургами, стоит полное имя Исаака Оливера (а не монограмма, как обычно у этого художника: «Ben Jonson and William Shakespeare by Isaak Oliver, 1603». Картина написана около 1603 года и была привезена в Америку первыми английскими переселенцами, многократно меняла владельцев. С 1904 года она принадлежит семье Гейман. Искусствоведы обычно приписывают картину Карелу ван Мандеру.

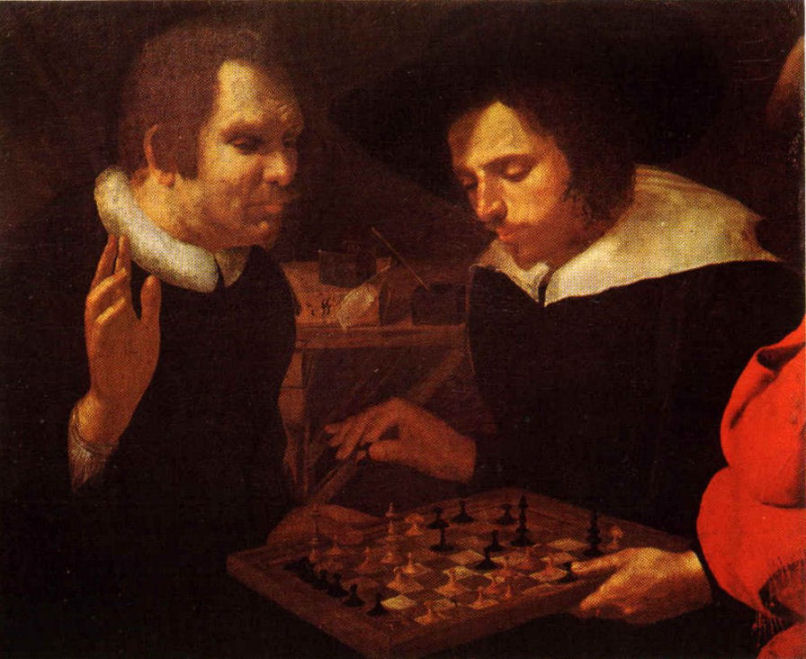
Карел ван Мандер или Исаак Оливер. Игроки в шахматы, 1603

## Галерея

### Миниатюры

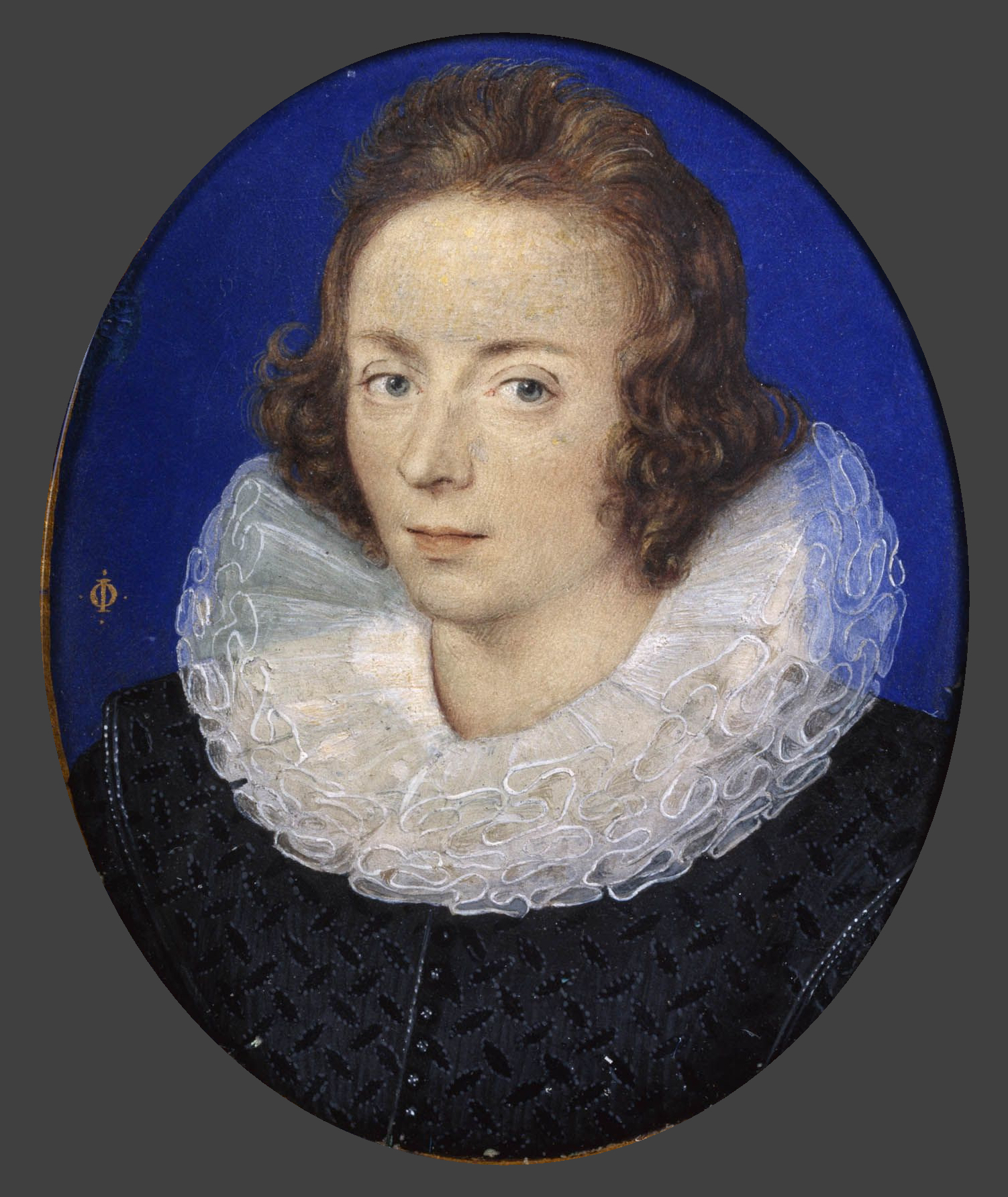
Портрет юноши (сэр Филип Сидни), 1605
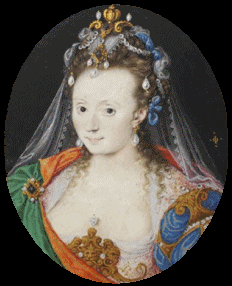
Неизвестная в маскарадном костюме, 1609
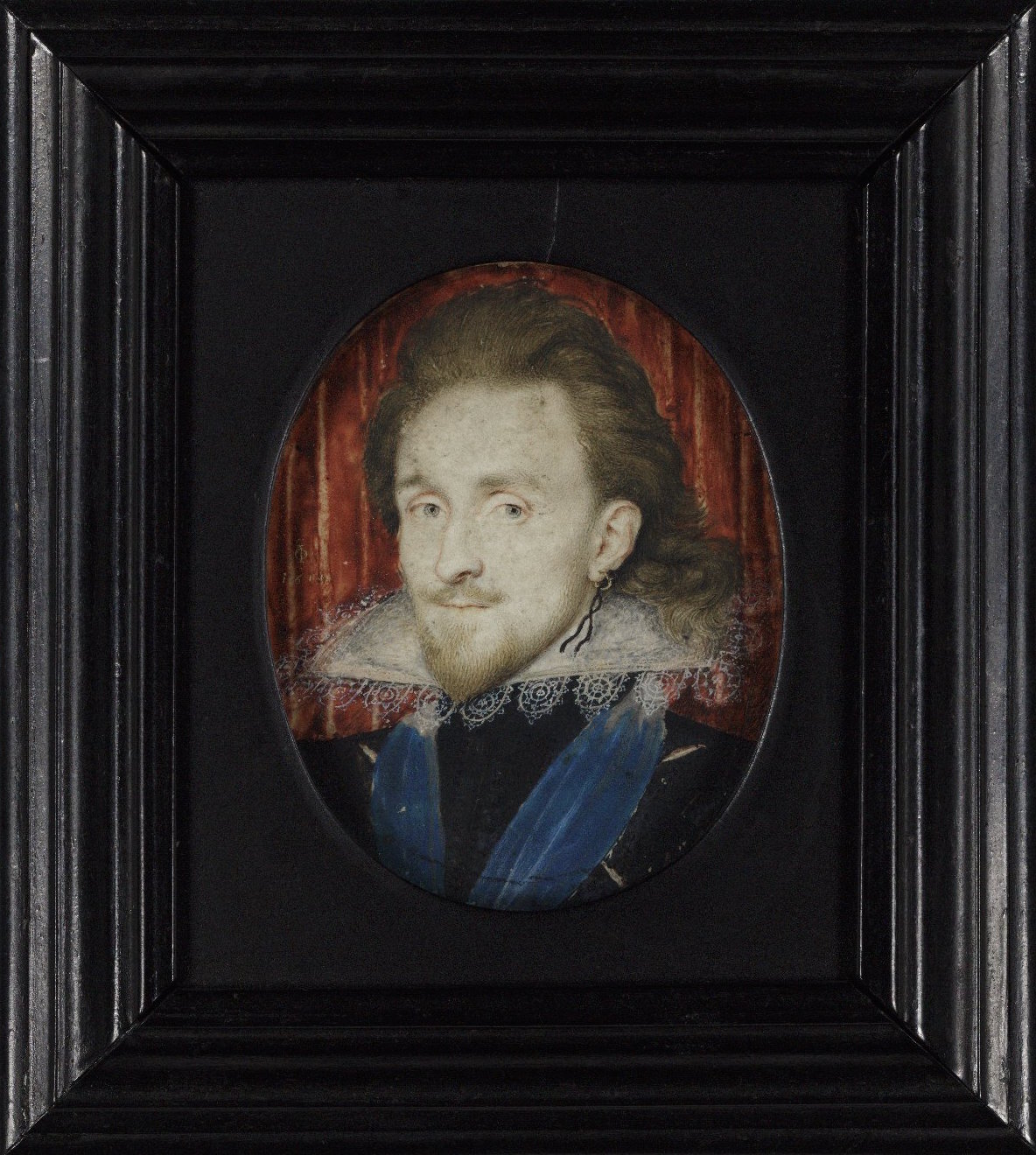
Филип Хербет, четвёртый граф Пемброк, 1611
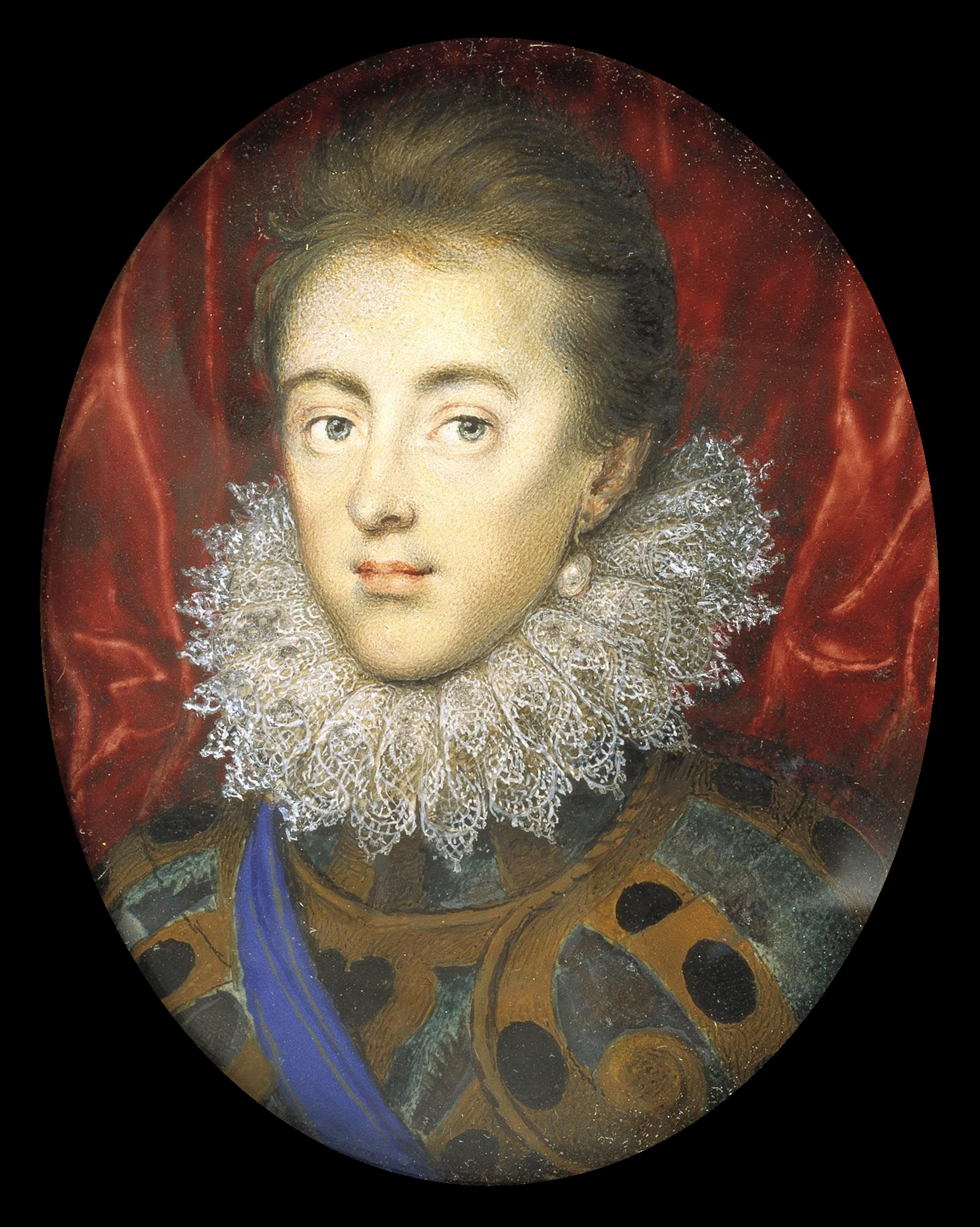
Карл I, принц Уэльский, 1615

### Станковые работы

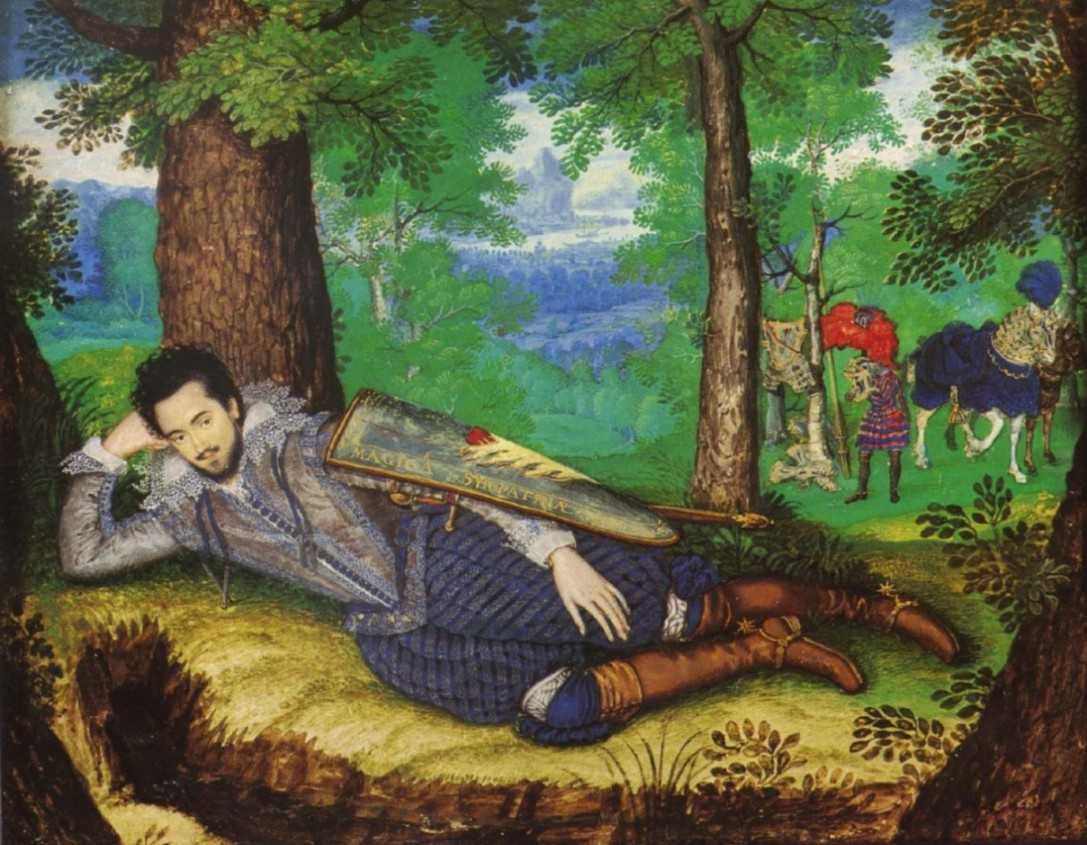
Эдуард Герберт, первый барон Герберт из Чербери
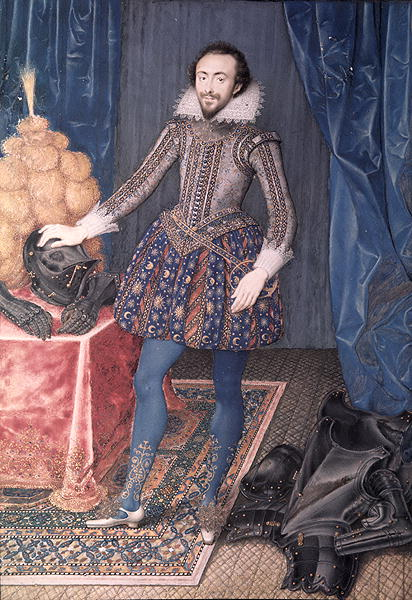
Ричард Сэквилл, третий граф Дорсет, 1616
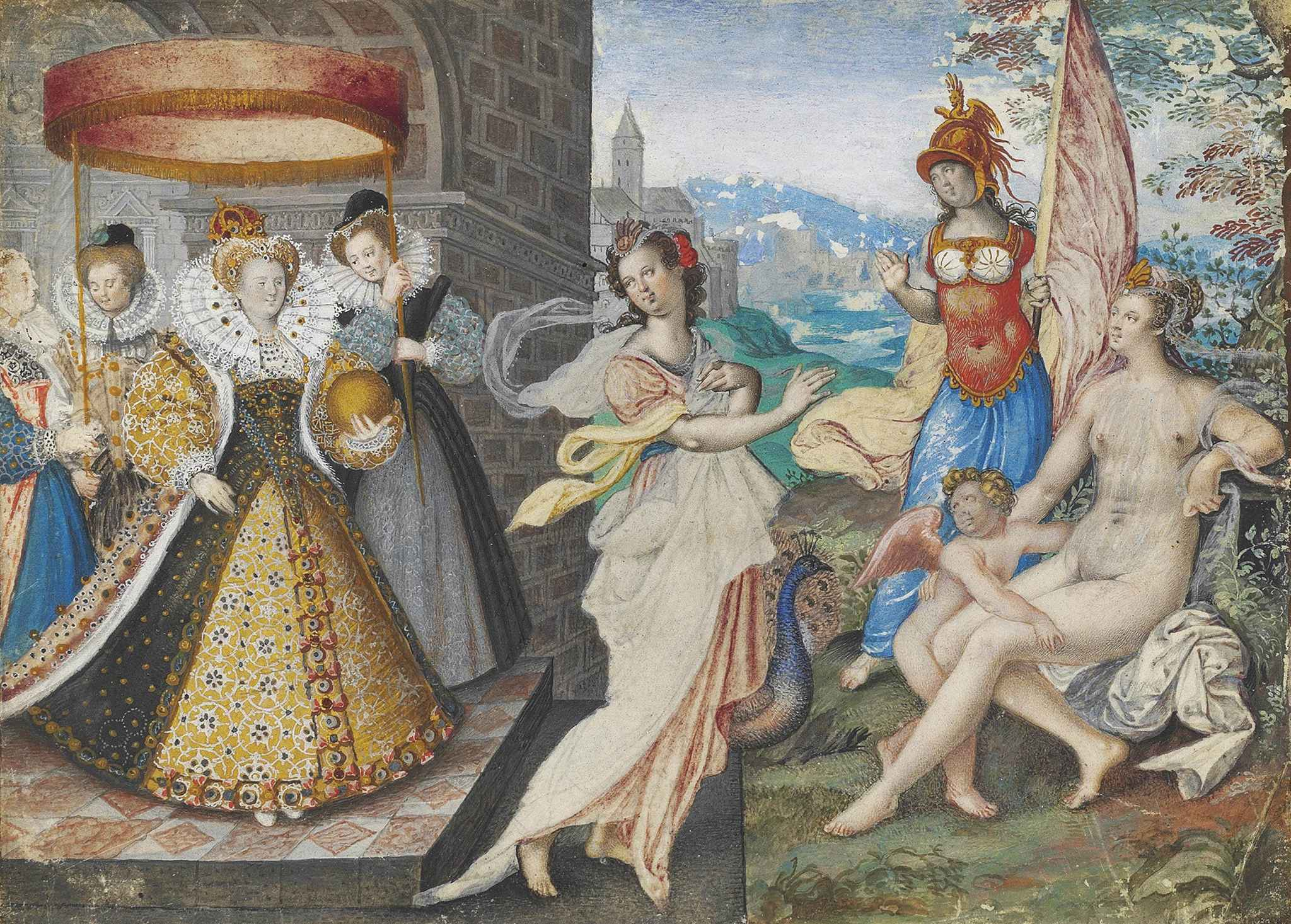
Елизавета I и три богини (Юнона, Минерва и Венера).